# Odacidae
Odacidae es una familia de peces del suborden Labroidei.
Se encuentran en las aguas costeras del sur de Australia y Nueva Zelanda. Incluyen especies que se alimentan de pequeños invertebrados, así como de herbívoros, algunos de los cuales son capaces de alimentarse de variedades de algas marinas.

## Géneros
Géneros de la familia Odacidae:
- Haletta
- Heteroscarus
- Neoodax
- Odax
- Olisthops
- Siphonognathus

## Galería

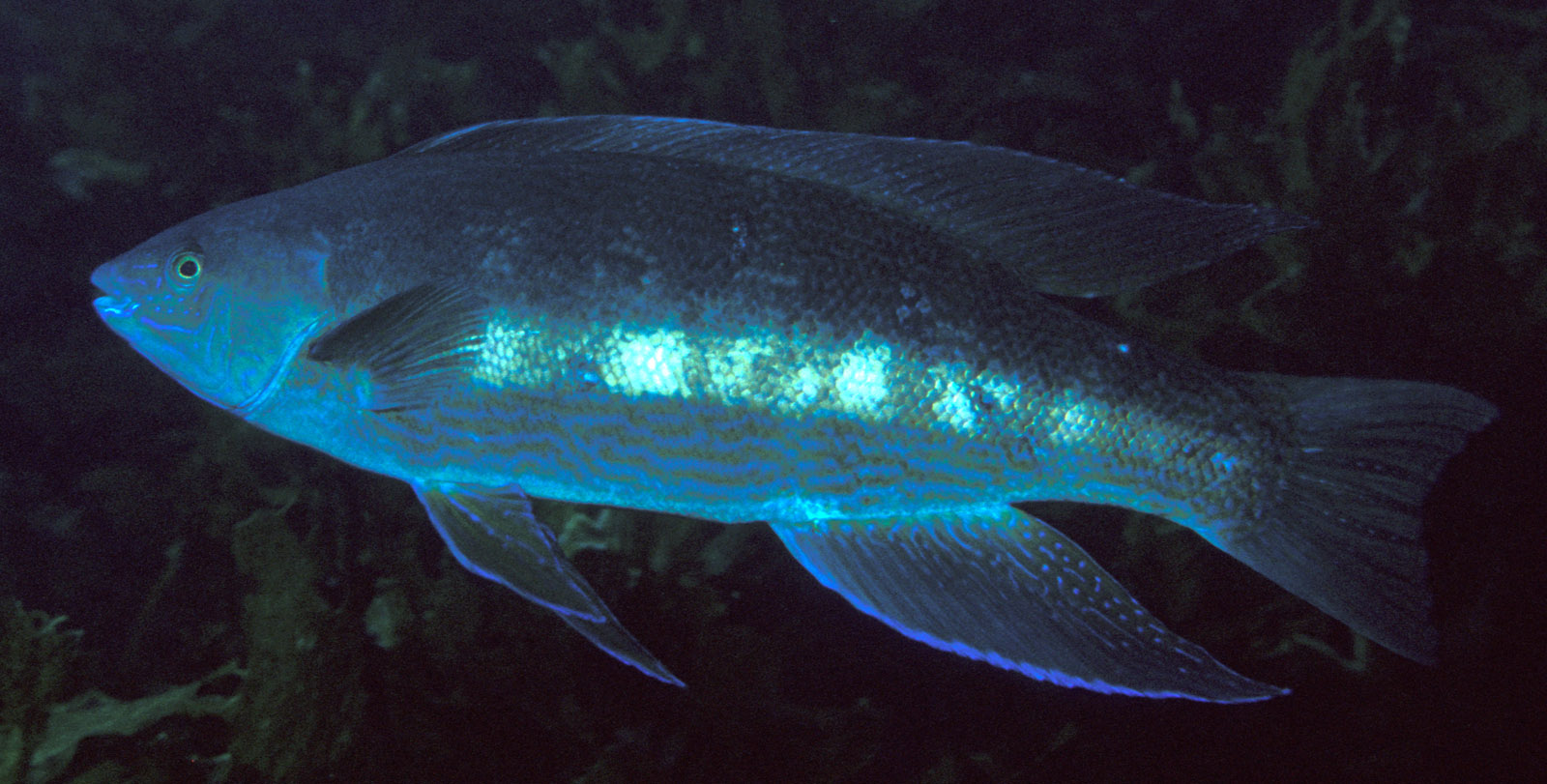
Odax pullus
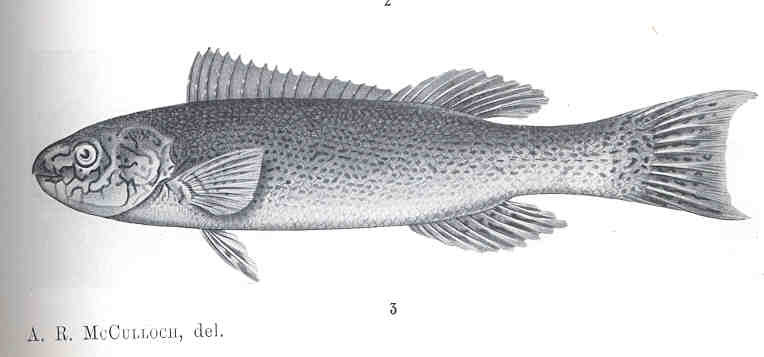
Olisthops cyanomelas
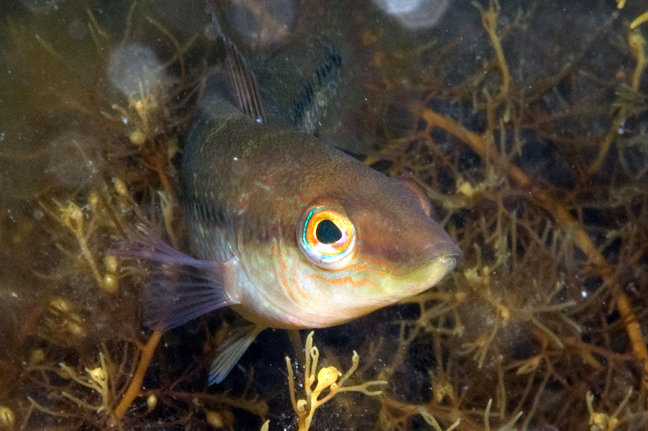
Neoodax balteatus
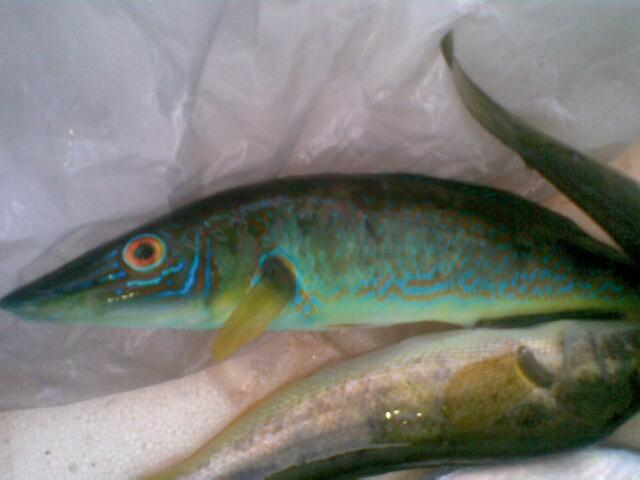
Haletta semifasciata
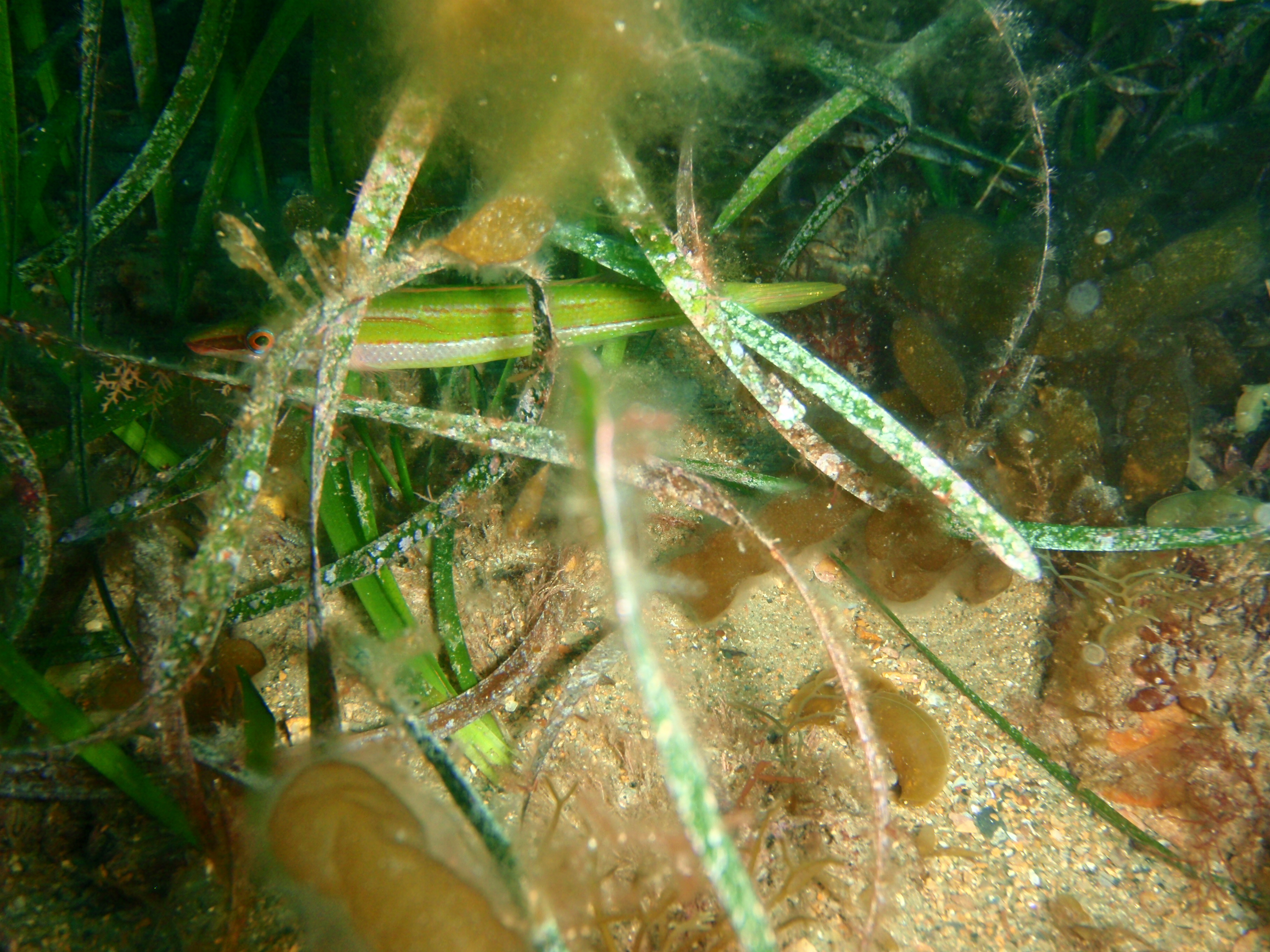
Siphonognathus radiatus